# ووسانگ (ایلینوی)
ووسانگ (به انگلیسی: Woosung) یک منطقهٔ مسکونی در ایالات متحده آمریکا است که در ایلینوی واقع شده‌است.